# Akaishibergen
Akaishibergen (japanska: 赤石山脈?, akaishisanmyaku) är en bergskedja på centrala Honshu, Japan i prefekturerna Nagano, Yamanashi och Shizuoka. Tillsammans med Hida-bergen och Kiso-bergen bildar den Japanska alperna och kallas därför även Södra alperna (japanska: 南アルプス?, Minami Arupusu). Den högsta toppen i massivet är Kitadake som når 3 192 m ö.h. och är det näst högsta berget i Japan efter Fuji.

## Bergstoppar

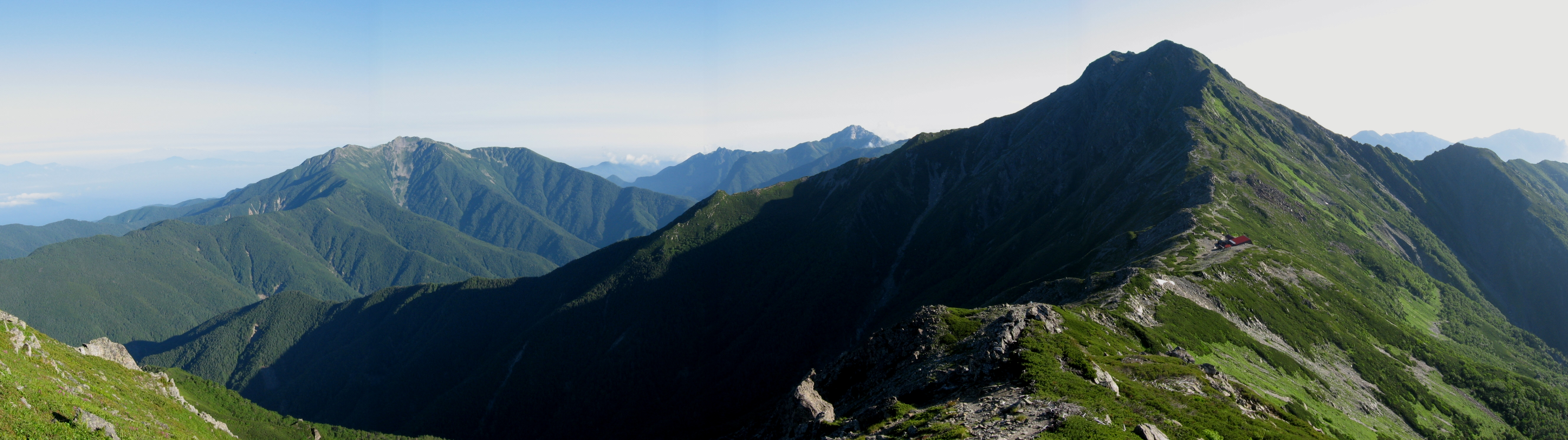
Akaishibergen

- Komagatake (2 967 m)
- Senjogatake (3 033 m)
- Kitadake (3 192 m)
- Noutoridake (3 051 m)
- Akashidake (3 120 m)
- Hijiridake (3 013 m)
- Tekaridake (2 591 m)

## Nationalparken
I Södra alperna ligger Södra alpernas nationalpark, en 357,52 km² stor nationalpark instiftad 1964 som bara kan besökas till fots.